# Ócsisor
Ócsisor (románul: Ocișor) falu Romániában, Hunyad megyében.

## Fekvése
A Zarándi-hegység és az Erdélyi-érchegység között, a Fehér-Körös két partján, Brádtól 24 kilométerre északnyugatra fekszik. Két falurészt különböztetnek meg: a Satut a Fehér-Körös jobb oldalán és a Peste Crișt a bal oldalon, a Zapoza és a Bosu dombok alatt.

## Népessége
- 1850-ben 363 lakosából 358 volt román és öt cigány nemzetiségű, valamennyien ortodox vallásúak.
- 2002-ben 254 ortodox román lakosa volt.

## Története
Először 1439-ben Kisolch, majd 1715-ben Ocsissor néven említették. Zaránd, 1876-tól Arad vármegyéhez tartozott. Főként szarvasmarhatartó román falu volt. 1715-ben hat, 1720–21-ben már tíz családdal írták össze a halmágyi uradalomban. 1755-ben 23 ortodox háznépet írtak össze. 1893-ban érte el a vasút Nagyhalmágy felől. Vasúti megállóját 2004-ben megszüntették.

## Látnivalók
- Egymás mellett két ortodox temploma. A fatemplom 1802-ben, a kőtemplom 1820-ban épült.

## Híres emberek
- Itt született 1930-ban Marcel Petrișor író.

## Képek

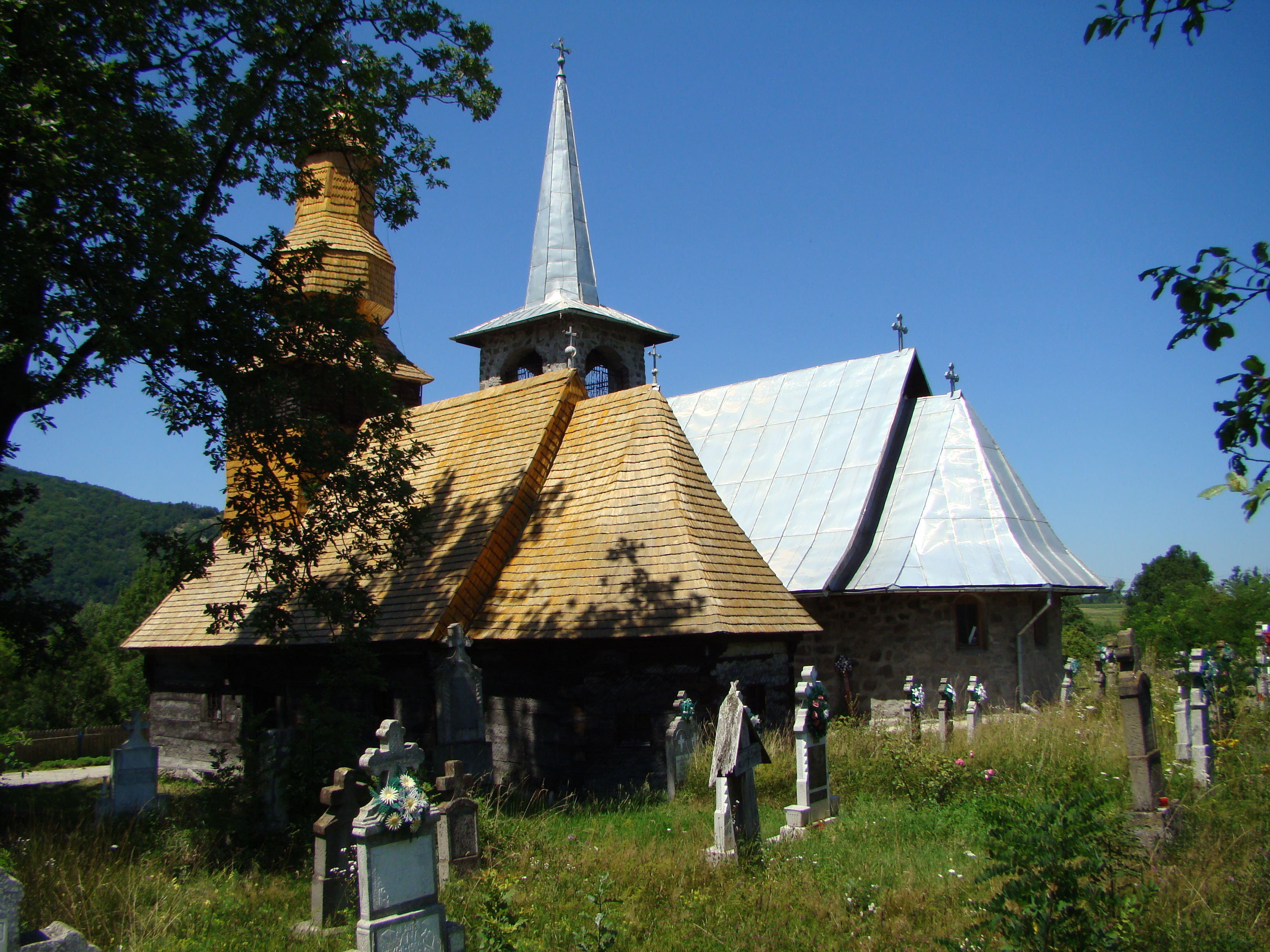
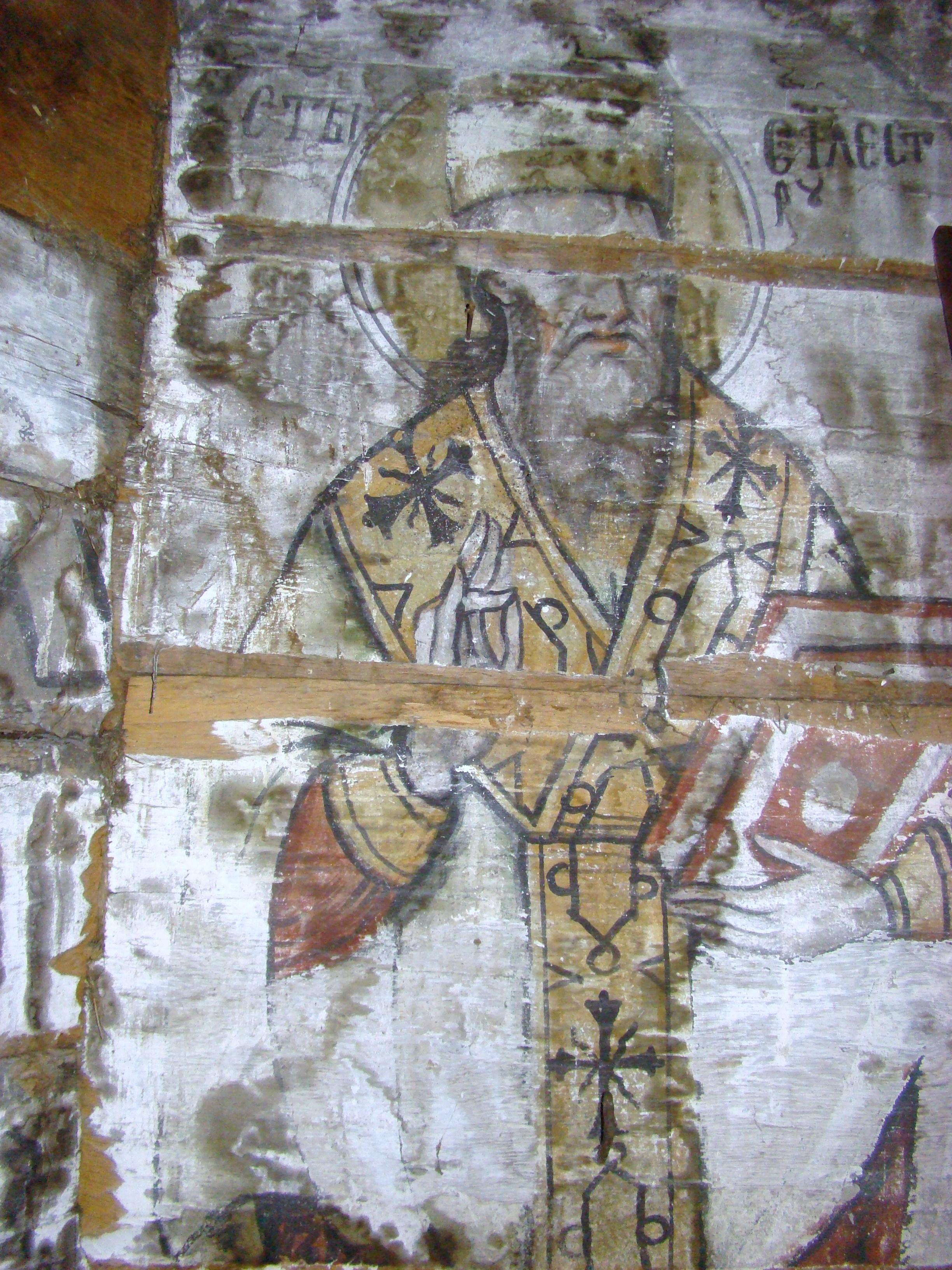
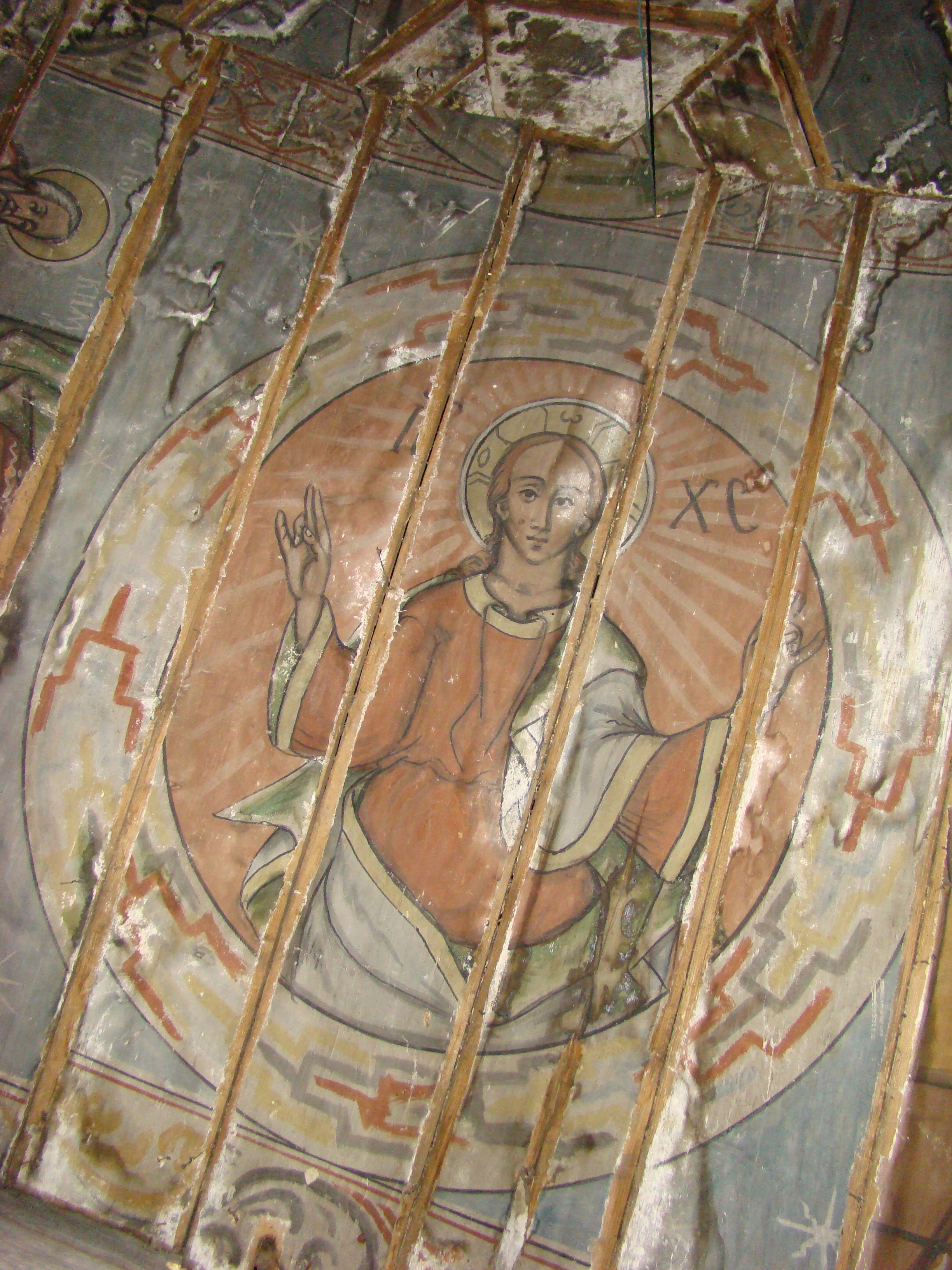
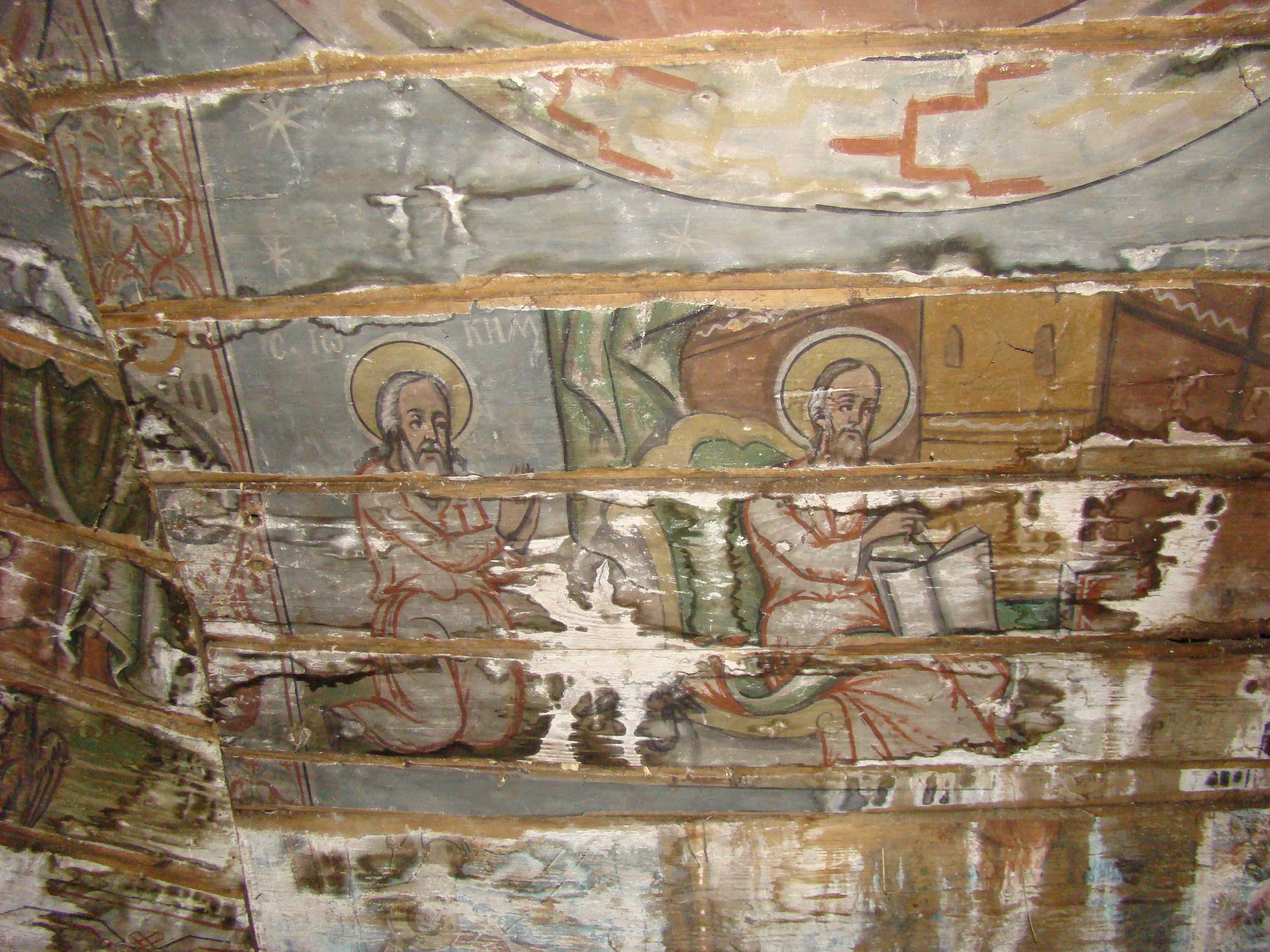
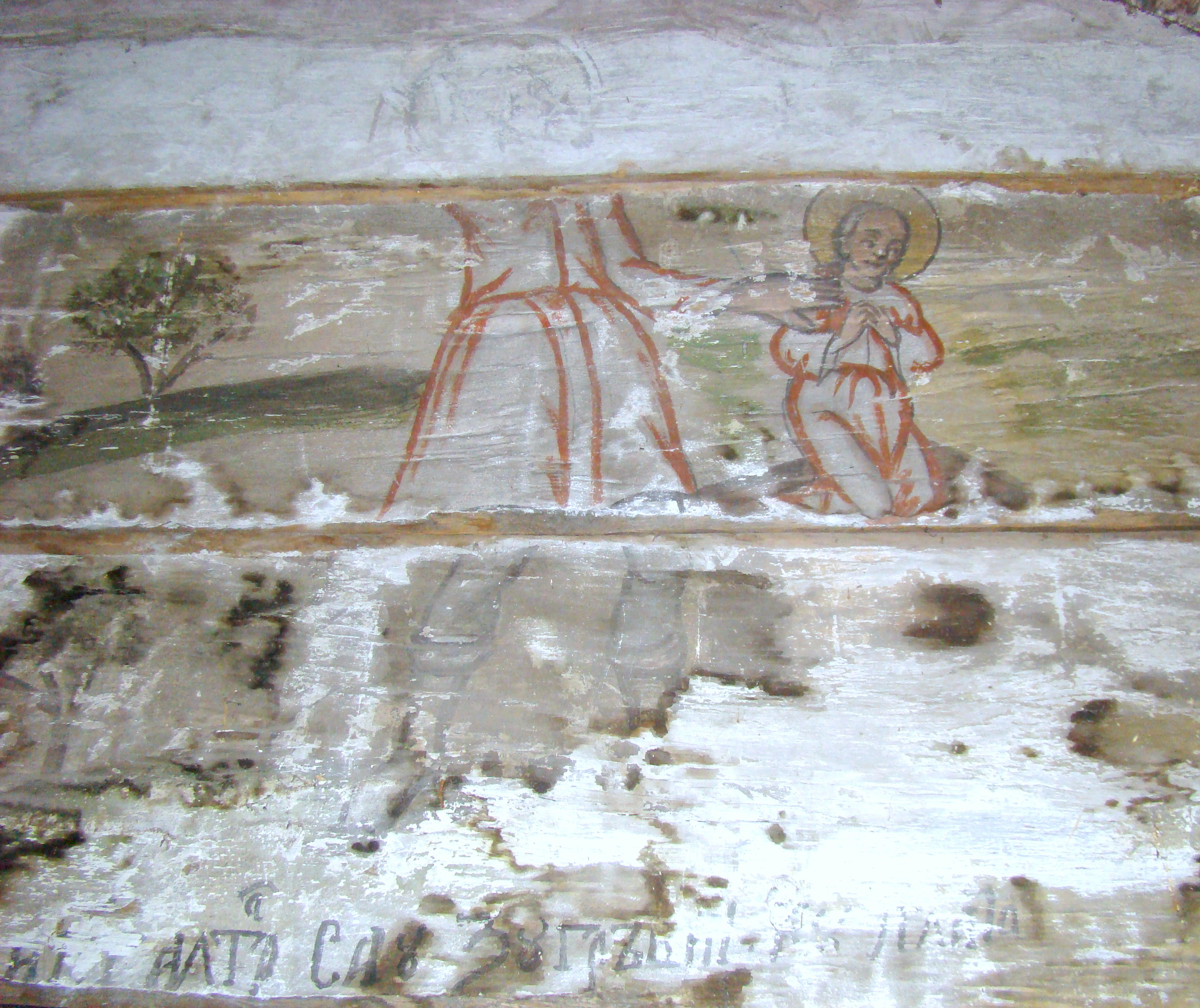
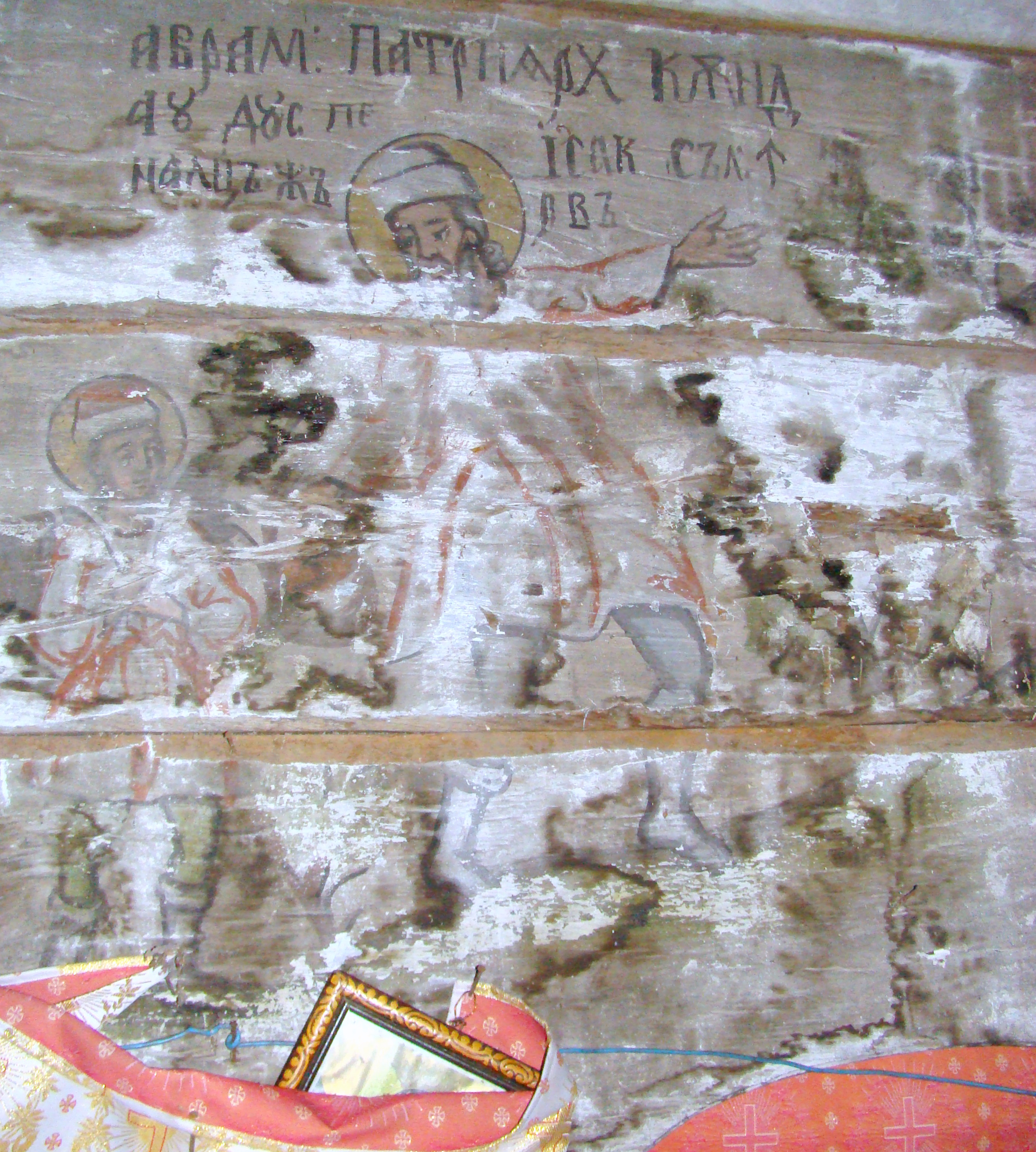
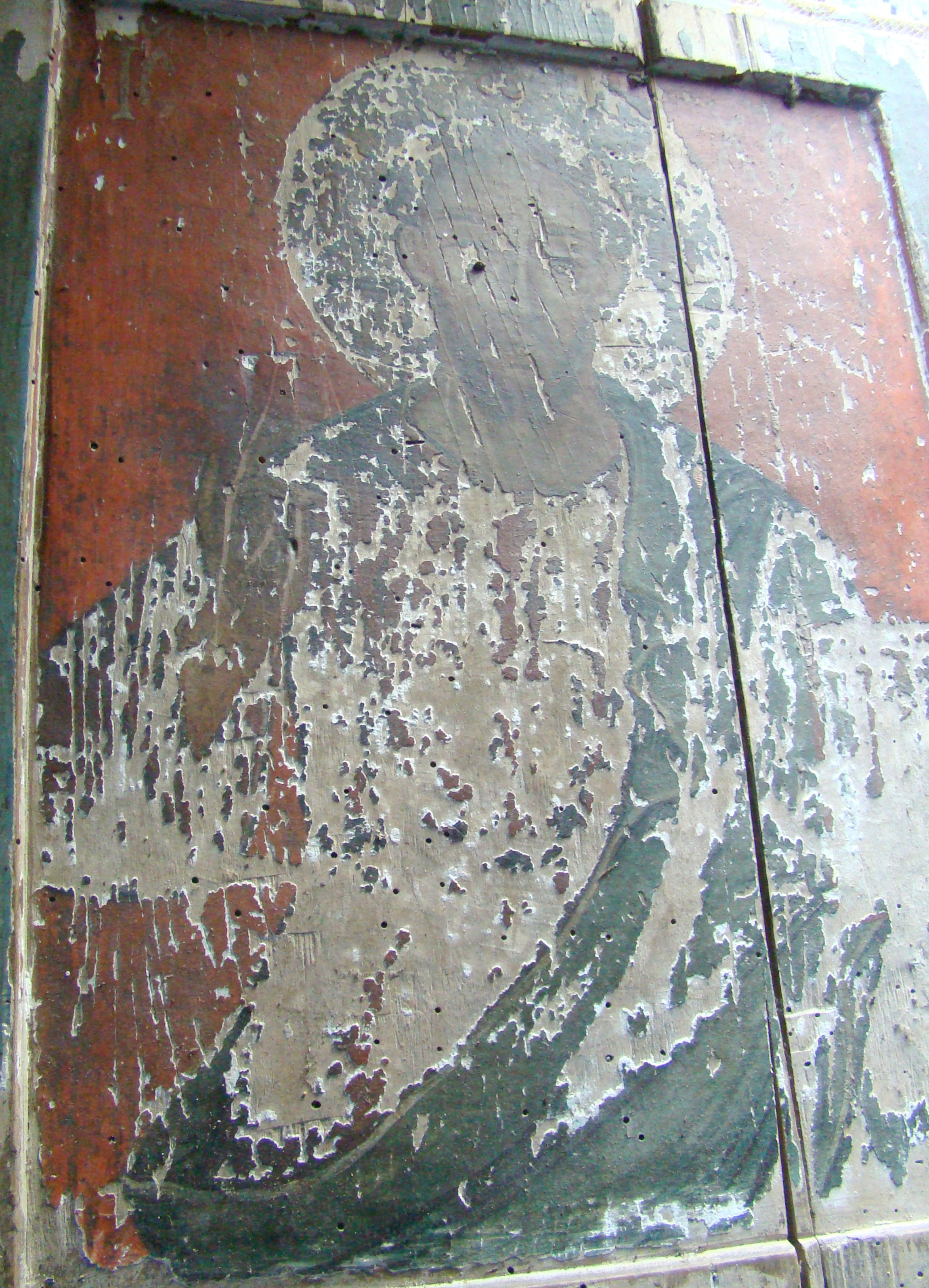
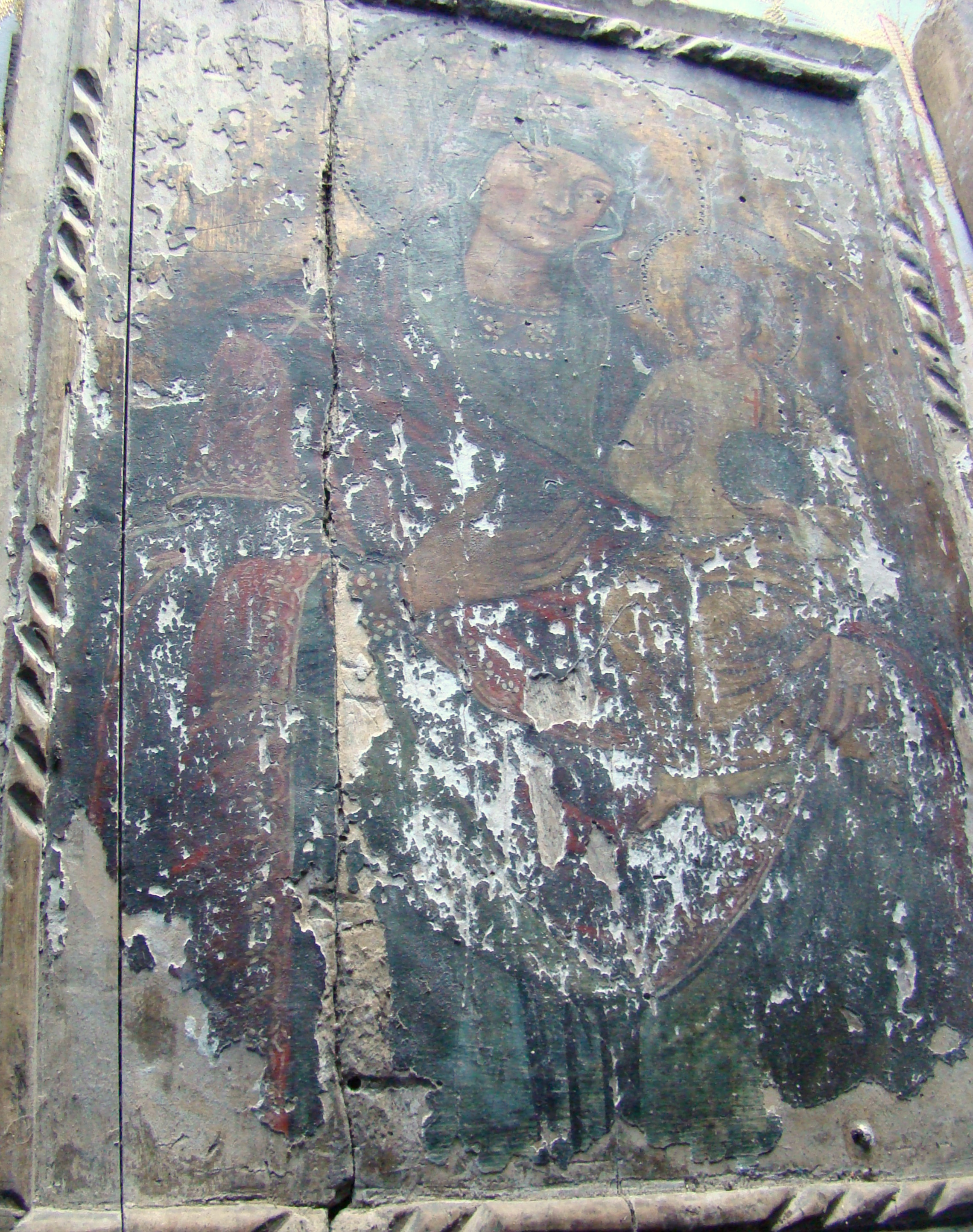
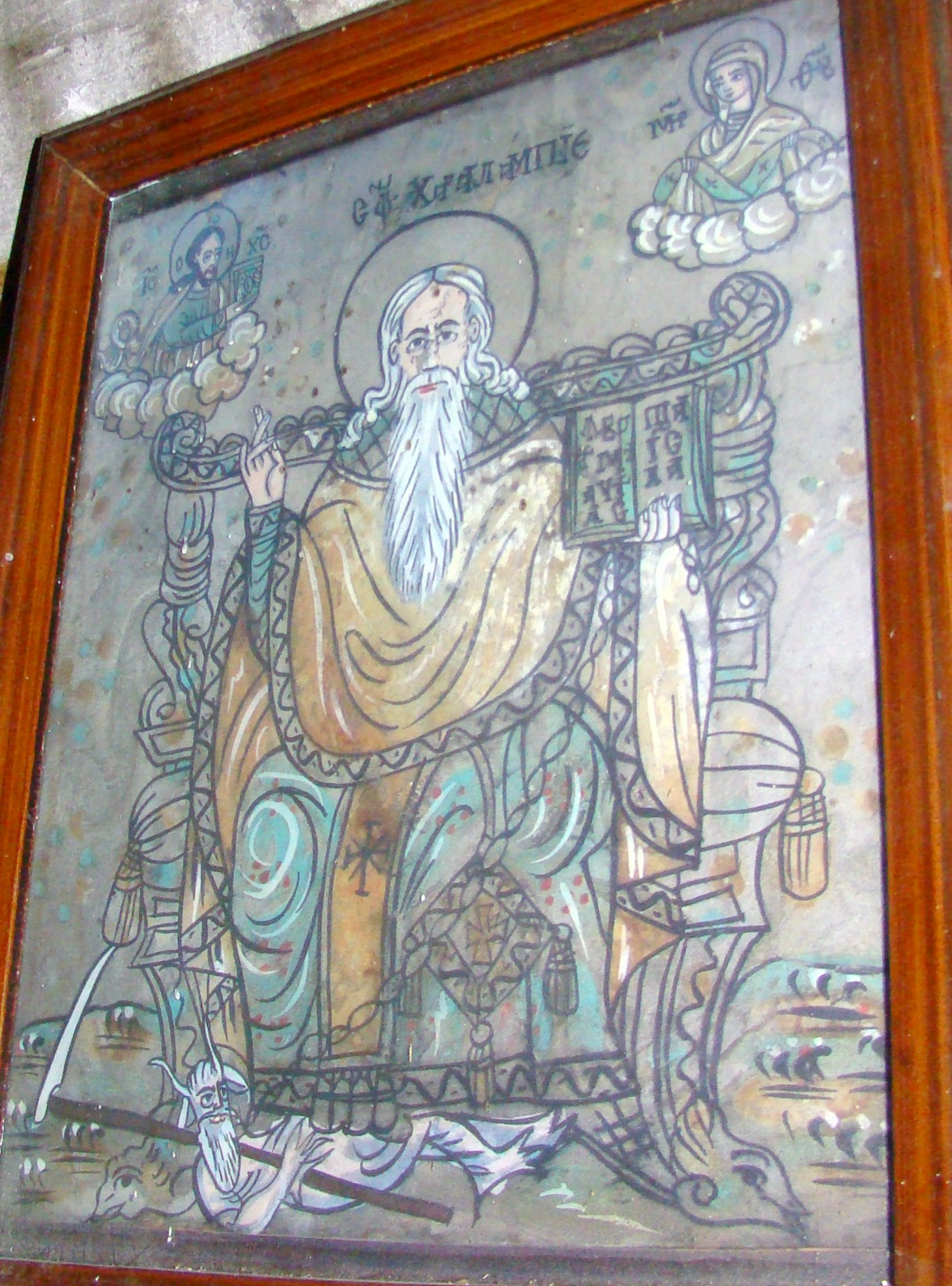
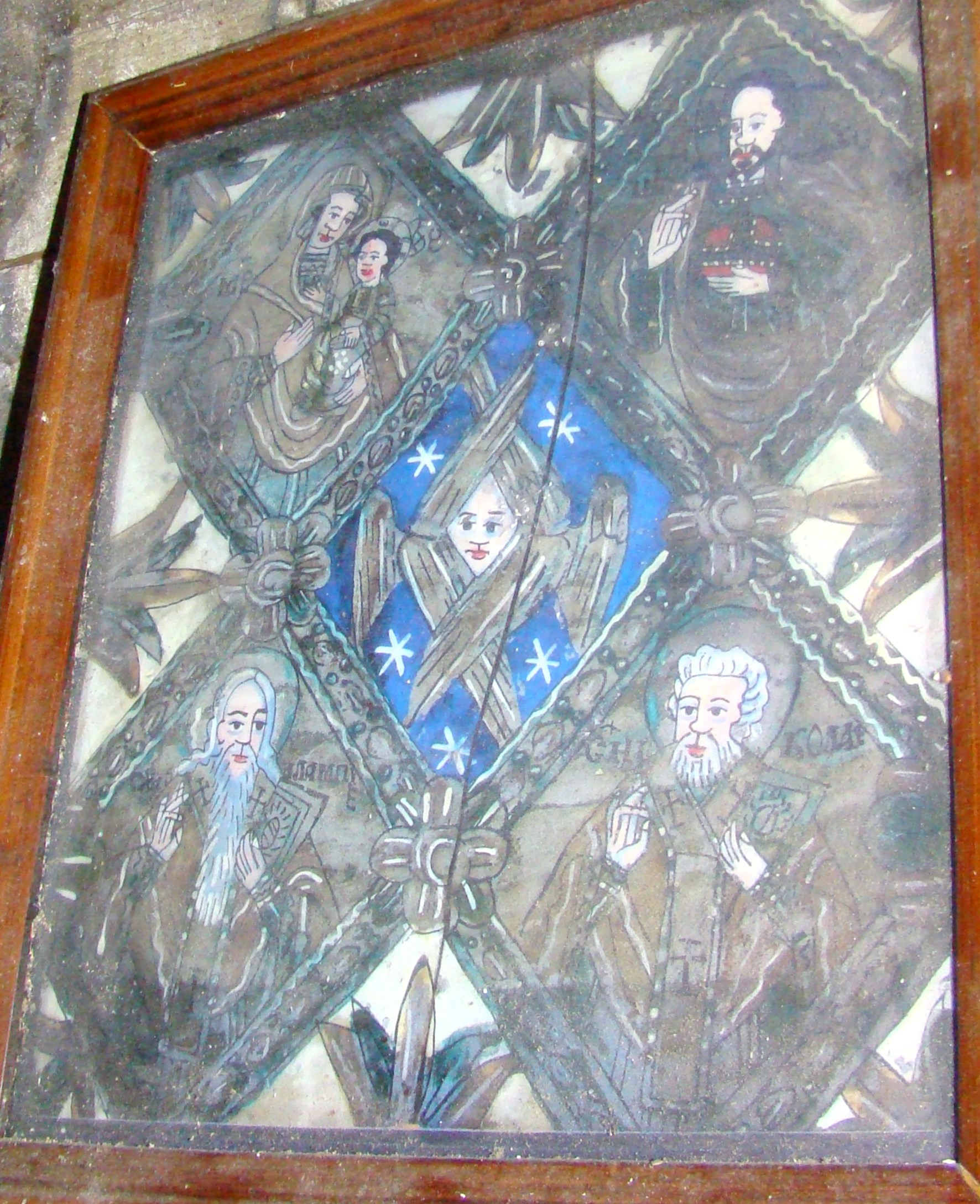